# تلفيرية
التلفيرية (الاسم العلمي: Telfairia) هي جنس من النباتات يتبع الفصيلة القرعية من رتبة القرعيات.
سمي هذا الجنس تكريماً لعالم الطبيعة الإيرلندي تشارلز تلفير (1778-1833) (بالإنجليزية: Charles Telfair)‏.

## أنواع التلفيرية
- تلفيرية باتيسية (الاسم العلمي:Telfairia batesii)
- تلفيرية غربية (الاسم العلمي:Telfairia occidentalis)
- تلفيرية قدمية (الاسم العلمي:Telfairia pedata)
- تلفيرية أفريقية (الاسم العلمي:Telfairia africana)
- تلفيرية مجدولة (الاسم العلمي:Telfairia volubilis)